# Оттава (Канзас)
Оттава (англ. Ottawa) — місто (англ. city) в США, в окрузі Франклін штату Канзас. Населення — 12 625 осіб (2020).

## Географія
Оттава розташована за координатами 38°36′7″ пн. ш. 95°15′51″ зх. д. / 38.60194° пн. ш. 95.26417° зх. д. (38.601870, -95.264129).  За даними Бюро перепису населення США в 2010 році місто мало площу 24,40 км², з яких 24,15 км² — суходіл та 0,25 км² — водойми. В 2017 році площа становила 25,78 км², з яких 25,54 км² — суходіл та 0,25 км² — водойми.

## Демографія
Згідно з переписом 2010 року, у місті мешкало 12 649 осіб у 4998 домогосподарствах у складі 3127 родин. Густота населення становила 518 осіб/км². Було 5518 помешкань (226/км²).
Расовий склад населення:
| - 91,0 % — білих - 2,2 % — чорних або афроамериканців - 0,9 % — корінних американців - 0,4 % — азіатів - 1,6 % — осіб інших рас |

До двох чи більше рас належало 3,9 %. Частка іспаномовних становила 5,0 % від усіх жителів.
За віковим діапазоном населення розподілялося таким чином: 27,0 % — особи молодші 18 років, 59,8 % — особи у віці 18—64 років, 13,2 % — особи у віці 65 років та старші. Медіана віку мешканця становила 33,2 року. На 100 осіб жіночої статі у місті припадало 94,0 чоловіків; на 100 жінок у віці від 18 років та старших — 90,3 чоловіків також старших 18 років.
Середній дохід на одне домашнє господарство становив 53 324 долари США (медіана — 42 760), а середній дохід на одну сім'ю — 63 690 доларів (медіана — 51 575). Медіана доходів становила 38 162 долари для чоловіків та 33 399 доларів для жінок. За межею бідності перебувало 17,0 % осіб, у тому числі 23,5 % дітей у віці до 18 років та 9,9 % осіб у віці 65 років та старших.
Цивільне працевлаштоване населення становило 6368 осіб. Основні галузі зайнятості: освіта, охорона здоров'я та соціальна допомога — 27,2 %, роздрібна торгівля — 13,4 %, виробництво — 12,5 %, мистецтво, розваги та відпочинок — 12,4 %.

## Освіта
У місті знаходиться найстаріший кампус Оттавського університету (Канзас).